# Goethalsia (plante)
Genre
Goethalsia est un genre de plantes de la famille des Malvaceae.
Il s'agit d'un genre monotypique et ne contient que l'espèce Goethalsia meiantha (Donn.Sm.) Burret, que l'on trouve en Amérique Centrale (Costa Rica, Panama, Nicaragua).
Synonymes
- Goethalsia isthmica Pittier
- Luehea meiantha Donn. Sm.